# Turgut Altuğ

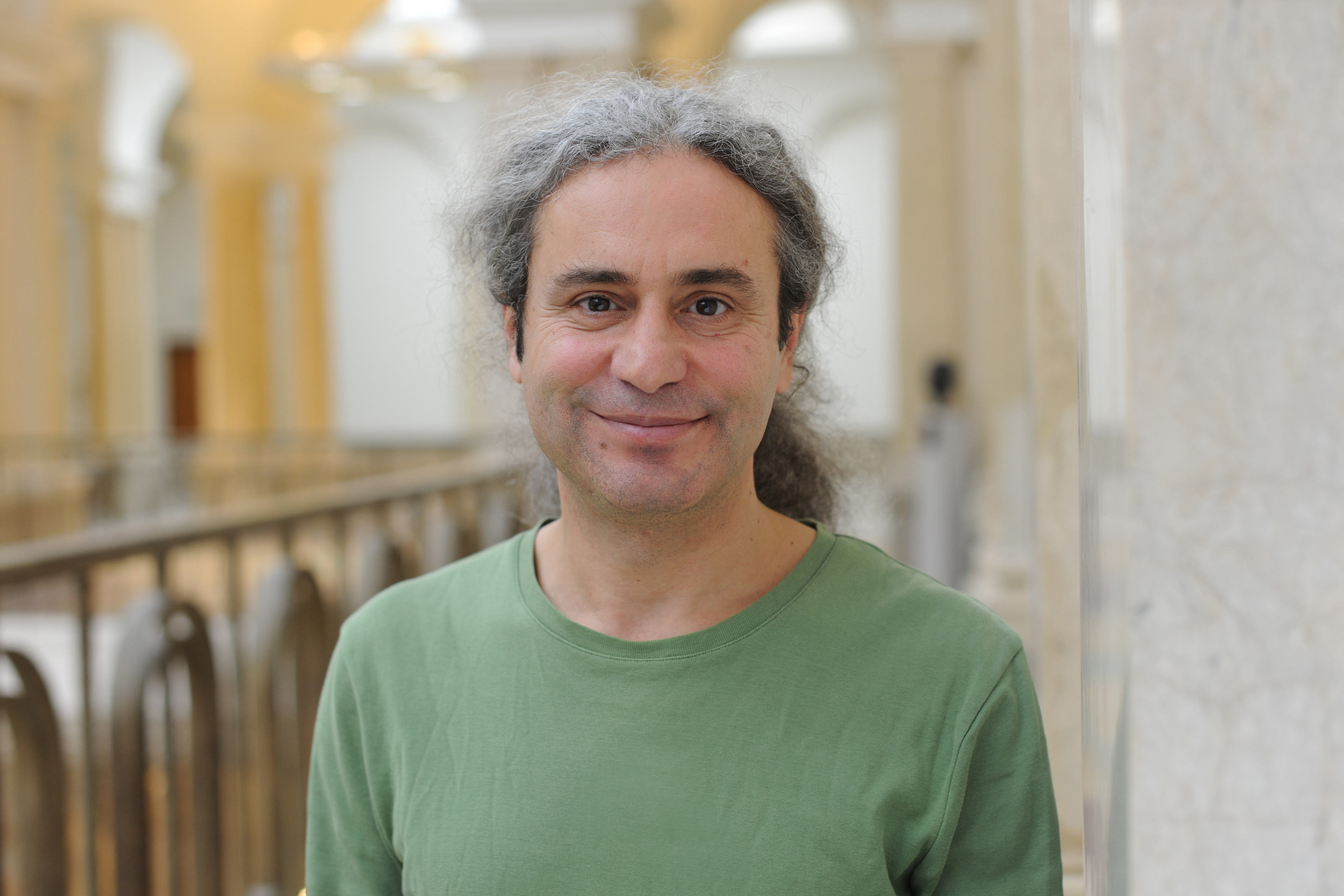
Turgut Altuğ (2018)

Turgut Altuğ (* 4. Mai 1965 in Tarsus (Türkei)) ist ein deutscher Politiker (Bündnis 90/Die Grünen). Er ist Mitglied der Abgeordnetenhauses von Berlin sowie Vorsitzender des Ausschusses für Umwelt- und Klimaschutz.

## Leben
Altuğ ist das sechste von neun Kindern einer Landarbeiterfamilie. Nach dem Abitur in Tarsus studierte er Politikwissenschaft in Ankara, anschließend an der Ägäis-Universität Izmir Agrarwissenschaften.
1992 wanderte er nach Deutschland ein. 1996 bis 1998 absolvierte er den Masterstudiengang „Agricultural Science and Resource Management in the Tropics and Subtropics“ an der Rheinischen Friedrich-Wilhelms-Universität Bonn. Im April 2002 promovierte er an der Universität Hohenheim über die „Charakterisierung von Criollo-Ziegen in ihrem Produktionsumfeld in den Andentälern Boliviens“.
In Berlin-Kreuzberg gründete Altuğ 2009 das Türkisch-Deutsche Umweltzentrum, die bundesweit erste Umweltorganisation für Migranten. Für dieses besondere Engagement wurde er 2010 von der Bundesregierung ausgezeichnet.
2006 wurde Altuğ Mitglied der Partei Bündnis 90/Die Grünen. Er kandidierte im selben Jahr auf einem hinteren Listenplatz für die Wahl zum Abgeordnetenhaus von Berlin 2006.
Im September 2011 bei der Wahl zum Abgeordnetenhaus von Berlin 2011 wurde er direkt im Wahlkreis Friedrichshain-Kreuzberg 3 in das Abgeordnetenhaus von Berlin gewählt, ebenso in den Jahren 2016 mit 31,3 % und 2021 mit 35,1 % der abgegebenen Erststimmen. Innerhalb der grünen Fraktion im Abgeordnetenhaus war Altuğ bis 2021 für die Themenbereiche Naturschutz und Verbraucherschutz zuständig und deren Sprecher für Natur- und Verbraucherschutz, Umwelt- und Naturbildung. In der aktuellen 19. Wahlperiode des Berliner Abgeordnetenhauses ist Altuğ Sprecher der Grünen für Naturschutz, Umwelt- und Naturbildung sowie Landwirtschaft und Ernährung. Des Weiteren ist er der Vorsitzende des Ausschusses für Umwelt- und Klimaschutz. Bei der Wiederholungswahl 2023 konnte er seinen Sitz im Abgeordnetenhaus verteidigen.

## Ehrungen
Am 1. Dezember 2010 zeichnete die Bundesregierung Turgut Altuğ mit der Integrationsmedaille aus. Staatsministerin Maria Böhmer überreichte ihm den Preis während einer Feierstunde im Bundeskanzleramt in Berlin. Mit der Medaille werden seit 2010 jährlich acht Personen geehrt, die sich durch herausragendes persönliches Engagement in besonderer Weise um die Integration verdient gemacht haben.